# غار کنجی
غار کنجی مربوط به دوران پیش از تاریخ ایران باستان است و در جنوب شرقی خرم‌آباد واقع شده و این اثر در تاریخ ۱۰ مهر ۱۳۸۰ با شمارهٔ ثبت ۴۱۴۳ به‌عنوان یکی از آثار ملی ایران به ثبت رسیده است.